# Polynoe antillicola
Polynoe antillicola är en ringmaskart som först beskrevs av Augener 1906.  Polynoe antillicola ingår i släktet Polynoe och familjen Polynoidae. Inga underarter finns listade i Catalogue of Life.